# Kaya (Name)
Kaya ist ein in mehreren Sprachen vorkommender Vorname und Familienname.

## Herkunft und Bedeutung
Je nach Herkunft hat der Name Kaya eine unterschiedliche Bedeutung.
- englisch: weiblicher Vorname, alternative Schreibweise von Kaia[1] und Variante zu Katharina,[2] oder ein erfundener Name, angelehnt an Maya[1]
- dänisch: weiblicher Vorname, alternative Schreibweise von Kaja[3]
- japanisch: weiblicher Vorname, häufig in Hiragana geschrieben (かや); Kanji-Schreibungen kombinieren 香 „Parfum“, „Räucherwerk“ oder 果 „Frucht“, „Belohnung“ für die Silbe ka mit (nur phonetisch verwendetem) 耶 für die Silbe ya[4]
- türkisch: männlicher Vorname, „Fels“, „Klippe“[5][6]

Der Name wird vor allem in der Türkei und in Japan, seltener in den USA, vergeben.
In der Türkei und in Japan kommt der Name auch als Familienname vor. Kanji-Schreibungen als japanischer Familienname sind unter anderem 加舎 und 賀陽.

## Namensträger

### Weiblicher Vorname
- Kaya Diehl (* 1992), deutsche Handballspielerin
- Kaya Han (1958–2021), südkoreanische Pianistin und Musikpädagogin
- Kaya İlhan (1927–2013), türkische Balletttänzerin
- Kaya Marie Möller (* 1985), deutsche Schauspielerin und Synchronsprecherin
- Kaya Scodelario (* 1992), britische Schauspielerin
- Kaya Turski (* 1988), kanadische Freestyle-Skierin
- Kaya Wilkins (* 1990), amerikanisch-norwegische Sängerin und Schauspielerin, siehe Okay Kaya

### Männlicher Vorname
- Kaya Güvenç (* 1945), türkischer Politiker, Ingenieur und Autor
- Kaya Tarakcı (* 1981), türkischer Fußballspieler
- Kaya Yanar (* 1973), türkisch-deutscher Komiker und Fernsehmoderator

### Familienname
- Adil Kaya (* 1967), türkischer Filmproduzent und -verleiher in Nürnberg
- Ahmet Kaya (1957–2000), türkisch-kurdischer Künstler
- Ali Kaya (* 1994), türkischer Langstreckenläufer kenianischer Herkunft
- Ali Riza Kaya (* 1930), türkisch-deutscher Gastronom und Autor
- Aras Kaya (* 1994), türkischer Langstrecken- und Hindernisläufer
- Ayhan Kaya (* 1968), türkischer Soziologe, Buchautor und Übersetzer
- Bahri Kaya (* 1957), türkischer Fußballspieler und -trainer
- Berivan Kaya (* 1967), deutsche Schauspielerin
- Beycan Kaya (* 1988), türkischer Fußballtorhüter
- Bulut Kaya (* 1989), türkischer Fußballspieler
- Cem Kaya (* 1976), deutsch-türkischer Filmregisseur, Drehbuchautor und Editor
- Cüneyt Kaya (* 1980), deutsch-türkischer Regisseur, Drehbuchautor und Filmproduzent
- Doğa Kaya (* 1984), türkischer Fußballspieler
- Emre Kaya (* 1985), türkischer Popmusiker
- Enes Kaya (* 1984), türkische Fernsehpersönlichkeit und Unternehmer
- Erdal Kaya (* 1987), kurdischer Dramatiker, Schauspieler und Drehbuchautor
- Ersin Kaya (* 1993), australischer Fußballspieler
- Ezgi Kaya (* 2001), türkische Langstreckenläuferin
- Fatih Kaya (* 1999), deutsch-türkischer Fußballspieler
- Fatma Betül Sayan Kaya (* 1981), türkische Politikerin
- Ferzende Kaya (* 1978), kurdischer Journalist und Schriftsteller
- Gökcan Kaya (* 1995), dänischer Fußballspieler türkischer Abstammung
- Gözde Kaya (* 1988), türkische Schauspielerin
- Güngör Kaya (* 1990), deutsch-türkischer Fußballspieler
- Halil Kaya (1920–2000), türkischer Ringer
- Harun Kaya (* 1951), türkischer Fußballspieler
- Hasan Kaya (* 1995), türkischer Fußballspieler
- Hasan Can Kaya (* 1989), türkischer Komiker und Stand-up-Comedian
- Hayal Kaya (* 1988), türkische Schauspielerin
- Hazal Kaya (* 1990), türkische Schauspielerin
- Hüda Kaya (* 1960), türkische Politikerin und Aktivistin für Frauen- und Menschenrechte
- Ibrahim Kaya (* 1966), deutscher Schriftsteller
- Kazuma Kaya (* 1996), japanischer Kunstturner
- Kıvılcım Kaya (* 1992), türkische Leichtathletin
- Markus Kaya (* 1979), deutscher Fußballspieler
- Mehmet Oğuz Kaya (* 1969), türkischer Politikwissenschaftler und Jurist
- Metin Kaya (* 1961), deutscher Politiker (parteilos, Die Linke)
- Murat Kaya (Politiker) (* 1963), Schweizer Unternehmer und Politiker
- Murat Kaya (Comicautor) (* 1971), deutscher Comicautor
- Mustafa Tuna Kaya (* 1984), türkischer Fußballspieler
- Nazlı Pınar Kaya (* 1992), türkische Schauspielerin
- Nurullah Kaya (* 1986), türkischer Fußballspieler
- Kaya Okinori (1889–1977), japanischer Politiker
- Oğuzhan Kaya (* 2001), türkischer Leichtathlet
- Özgü Kaya (* 1996), türkische Schauspielerin
- Özlem Kaya (* 1990), türkische Mittelstrecken- und Hindernisläuferin, siehe Özlem Alıcı
- Saffet Kaya (* 1981), türkischer Fußballspieler
- Samed Ali Kaya (* 1995), türkischer Fußballspieler
- Kaya Seiji (1898–1988), japanischer Physiker und Wissenschaftsorganisator
- Semih Kaya (* 1991), türkischer Fußballspieler
- Şerafettin Kaya (1929–2022), kurdischer Rechtsanwalt und Menschenrechtler
- Seray Kaya (* 1991), türkische Schauspielerin
- Sercan Kaya (* 1988), türkischer Fußballspieler
- Serkan Kaya (* 1977), türkischer Schauspieler und Musicaldarsteller
- Sevim Kaya-Karadağ (* 1972), deutsche Politikerin (SPD)
- Kaya Shirao (1738–1791), japanischer Dichter
- Simone Kaya (1937–2007), ivorische Schriftstellerin
- Suat Kaya (* 1967), türkischer Fußballspieler und -trainer
- Sümeyra Kaya, deutsch-türkische Moderatorin
- Şükrü Kaya (1883–1959), türkischer Politiker
- Teresa A. K. Kaya (* 1984), deutsche Diakoniewissenschaftlerin und Hochschullehrerin
- Ugur Kaya (* 1988), deutscher Schauspieler
- Umut Kaya (Fußballspieler, 1987) (* 1987), türkischer Fußballspieler
- Umut Kaya (Fußballspieler, 1990) (* 1990), türkischer Fußballspieler
- Vicky Kaya (* 1978), griechisches Model

#### Varianten
- Çetinkaya, Şahinkaya, Sarıkaya, Yalçınkaya; Kayacan, Kayalı (Namensträger siehe dort)

### Künstlername
- Kaya (Musiker), japanischer Sänger
- Kaya (mauritischer Musiker) (1960–1999), mauritischer Sänger und Erfinder des Seggae
- Okay Kaya (* 1990), amerikanisch-norwegische Sängerin und Schauspielerin